# جکی دراگون
جکی دراگون (Amphibolurus muricatus) (به انگلیسی: Jacky dragon) نوعی مارمولک بومی مناطق جنوب شرقی استرالیا است. این گونه یکی از اولین خزندگان استرالیایی نام‌گذاری شده است که در اصل توسط جانورشناس انگلیسی، جرج شاو در سال ۱۷۹۰ کشف شد. جکی دراگون به دلیل رنگ زرد روشن دهان و خار کتف تکامل یافته آن مشهور است. دیگر نام‌های متداول برای این گونه شامل مکنده خون، رونده روی سنگ و اژدهای درختی هستند.